# Șimnicu de Sus
Șimnicu de Sus est une commune roumaine située dans le județ de Dolj.